# Carl Ekman i Ekshärad
Carl Ekman (i riksdagen kallad Ekman i Ekshärad), född 3 november 1830 i Ekshärads församling, Värmlands län, död där 2 juli 1888, var en svensk klockare, folkskollärare och politiker.
Ekman var ledamot av riksdagens andra kammare 1873–1878 samt 1880–1881, invald i Älvdals och Nyeds domsagas valkrets i Värmlands län.Han skrev åtta egna motioner i riksdagen om brännvinsförsäljning, läraanställnings- och pensionsfrågor, pension åt enskild och enskilda bankers sedelutgivningsrätt.